# Апельганец, Яков Иванович
Яков Иванович Апельганец (10 февраля 1939 — 15 июня 2009) — мастер спорта СССР международного класса (1978, хоккей с мячом), Заслуженный тренер Казахской ССР (хоккей на траве).

## Биография
Родился в 1939 году в Саратовской области.
В 1950 году семья была подвергнута репрессивному переселению в Краснотурьинск Сведловской области. Здесь Яков начал играть в хоккей с мячом и хоккей на траве. Его тренером был Эдуард Айрих. К 17 годам Яков играл в основном составе «Труда».
1963—1965 годы Яков играет в Первоуральске в составе «Уральского трубника». Но когда Эдуард Айрих приглашает в состав вновь создаваемого клуба — «Динамо» (Алма-Ата) — Яков, не задумываясь, соглашается и переезжает в Казахстан.
15 сезонов провел в «Динамо», что является рекордом клуба. 416 игр — также рекорд клуба.
В 1971 году окончил Казахский государственный институт физической культуры.
По завершении игровой карьеры перешёл на тренерскую работу. Начинал в тренерском штабе «Динамо» как в хоккее на траве, так и с мячом. С 1982 по 1992 год Я. И. Апельганец работал тренером по хоккею на траве Республиканской школы высшего спортивного мастерства по зимним видам спорта, тренировал как юношей, так и девушек. С командой девушек выиграл первенство СССР. За этот успех в 1985 году был удостоен звания заслуженного тренера Казахской ССР.
С 1991 по 1995 год — тренер алма-атинского «Динамо».
Умер 15 июня 2009 года в Алма-Ате. Похоронен на Алматинском кладбище на проспекте Рыскулова.

## Достижения

### хоккей с мячом
— Чемпион СССР — 1977 

 — Серебряный призёр чемпионата СССР — 1973, 1975, 1976, 1978, 1979

 — Бронзовый призёр чемпионата СССР −1966, 1967, 1971, 1974
В список 22 лучших игроков сезона входил 6 раз — 1968, 1969, 1970, 1973, 1974, 1976
 — Обладатель Кубка европейских чемпионов — 1978

### хоккей на траве
— Чемпион СССР — 1972, 1973 

 — Серебряный призёр чемпионата СССР — 1970, 1971

## Семья
- Сын — Юрий Апельганец — многократный чемпион СССР по хоккею на траве.
- Сноха — Валентина Апельганец — тренер сборной России по хоккею на траве, выступала за «Связист» (Алма-Ата)
- Дочь Елена Апельганец — игрок чемпионата Италии по хоккею на траве